# کلیسای مریم مقدس (ساراکاپ)
کلیسای مریم مقدس (ارمنی: Սուրբ Աստվածածին եկեղեցի) یک کلیسا متعلق به کلیسای حواری ارمنی واقع در شهر ساراکاپ، استان شیراک ارمنستان می‌باشد. ساخت و ساز این ساختمان در سال‌های ۱۸۸۵–۱۸۸۷ میلادی؛ به پایان رسید. این بنا به سبک معماری ارمنی طراحی شده است.